# 中国人、日本人、脏膝盖
中国人、日本人、脏膝盖（英語：Chinese, Japanese, dirty knees）是一首古老的美国童谣，它具有取笑亚洲儿童的种族主义意味。

## 概要
该童谣有多种变体，其中之一为“Chinese, Japanese, Dirty Knees. Look at these Chinese, Japanese, Dirty Knees.”（中国人、日本人、脏膝盖，看这些中国人、日本人，脏膝盖），在2005年的《20世纪后期流行文化百科全书》（Pop Culture Encyclopedia of the Late 20th Century）中记载的版本是“Chinese, Japanese, dirty knees. Look at these. (Point to your tits)”（中国人、日本人、肮脏的膝盖，看看这些（同时指着乳头））。在唱诵时，用手将眼角拉到两侧以拉长眼睛，隐藏膝盖并拉动胸部，这一举动旨在嘲笑中国人和日本人的眼睛形状，嘲笑他们跪着时膝盖脏，以及嘲笑女人的小乳房。
一些成长于20世纪的亚裔美国人曾回忆过小时候被这首童谣嘲笑和欺负的情景。圣安德鲁斯大学教授利大英亦曾表示“在过去的一百年里，许多中国移民的孩子不得不忍受这首歌”。

## 相关争议
2020年12月上映的电影《怪物猎人》的一个场景中，美籍华人欧阳靖饰演的角色开玩笑地问：“看我的膝盖！”，对于“这是什么膝盖？”的问题，他回答：“Chi-knees！”。由于这句台词让人联想到上述童谣，因此在中国大陸社交网络上引起轩然大波，被认为是对亚洲人的侮辱。影片于12月5日上映后不久，在中国大陸各地的放映就被终止，中華人民共和国当局在网上审查了对这部电影素材的引用。

## 脚注
1. ↑  Eisa Nefertari Ulen. . Reader's Digest. 2020-09-30  [2021-08-18]. （原始内容存档于2022-10-06）.
2. ↑  Olivia. . Atlanta Black Star. 2015-08-20  [2021-08-18]. （原始内容存档于2019-04-04）.
3. ↑  Amanda Kay Erekson. . The New York Times. 2015-06-16  [2021-08-18]. （原始内容存档于2022-05-24）.
4. ↑  Xing, Jun. . Walnut Creek, CA: AltaMira Press. 1998: 162  [2022-12-31]. ISBN 0-7619-9175-1. OCLC 39051806. （原始内容存档于2023-01-01）.
5. ↑  Mansour, David. . Kansas City, MO: Andrews McMeel Publishing. 2005: 262  [2022-12-31]. ISBN 978-0-7407-9307-3. OCLC 776997651. （原始内容存档于2023-01-01）.
6. 1 2 3 4  . IGN Japan (産経デジタル). 2020-12-05  [2020-12-06]. （原始内容存档于2022-12-06）.
7. ↑  Zaloom, Shafia. . Kane, Pearl Rock; Orsini, Alfonso J.  (编). . New York: Teachers College Press. 2003: 26  [2022-12-31]. ISBN 0-8077-4282-1. OCLC 53093570. （原始内容存档于2023-01-01）.
8. ↑  Pusey, Shirley Budd. . . Phoenix, AZ: Acacia Publishing. 2005: 143  [2022-12-31]. ISBN 0-9762224-5-0. OCLC 61362752. （原始内容存档于2023-01-01）.
9. ↑  Lee, Gregory B. . Honolulu: University of Hawai'i Press. 2003: 45  [2022-12-31]. ISBN 0-8248-2680-9. OCLC 51722034. （原始内容存档于2023-01-01）.
10. 1 2 3  . 映画.com (エイガ・ドット・コム). 2020-12-09  [2021-03-05]. （原始内容存档于2022-09-20）.
11. ↑  Davis, Rebecca. . Variety. 2020-12-05  [2020-12-05]. （原始内容存档于2020-12-05）.

## 外部連結
- YouTube上的Family Guy - Chinese/Japanese ᴴᴰ（CutawayGuyX）